# Stikstof-13
Stikstof-13 of 13N is een radioactieve isotoop van stikstof. De isotoop komt van nature niet op Aarde voor.
Stikstof-13 ontstaat onder meer bij het radioactief verval van zuurstof-13 en neon-17.

## Radioactief verval
Stikstof-13 is met een halveringstijd van iets minder dan 10 minuten een zeer onstabiele isotoop van stikstof. Het vervalt door uitzenden van een positron tot koolstof-13:
{\displaystyle {\ce {{^{13}_{7}N}->{^{13}_{6}C}+{e^{+}}+{\nu }_{e}}}}

## Toepassingen
Omdat stikstof-13 een intense positronstraler is, wordt het in de nucleaire geneeskunde gebruikt bij de positronemissietomografie. Vanwege de korte halveringstijd wordt het nuclide in situ bereid met behulp van een cyclotron. Dit gebeurt door een proton met een kinetische energie van 5,55 MeV of meer af te schieten op een zuurstof-16-nuclide:
{\displaystyle {\ce {^{16}_8O + ^1_1H -> ^{13}_7N + ^4_2He}}}

## Rol in de koolstof-stikstofcyclus
Stikstof-13 komt voor in de koolstof-stikstofcyclus, waarbij het gevormd wordt uit koolstof-12:
{\displaystyle {\ce {^{12}_6C + ^1_1H -> ^{13}_7N + \gamma}}}
10N · 11N · 11mN · 12N · 13N · 14N · 15N · 16N · 17N · 18N · 19N · 20N · 21N · 22N · 23N · 24N · 25N